# Harry Lookofsky
Harry Lookofsky (1er octobre 1913 - 8 juin 1998) est un violoniste de jazz américain. Il est également le père du claviériste-compositeur Michael Brown, qui est notamment un membre fondateur de The Left Banke et de Stories.

## Biographie
Harry Lookofsky est né à Paducah dans le Kentucky en 1913 et a étudié le violon classique à Saint-Louis où il a rejoint l'Orchestre symphonique de Saint-Louis au milieu des années 1930. Étant l'un des premiers admirateurs de Joe Venuti, Lookofsky est finalement devenu l'un des premiers violonistes de jazz bebop accomplis. Sa technique est particulièrement reconnue sur son album Stringsville (1959, Atlantic). Lookofsky était l'un des nombreux premiers violonistes de jazz qui jouaient occasionnellement du violon ténor, un instrument qu'il citait pour ses qualités tonales similaires à celles du saxophone ténor. Une autre caractéristique unique relativement inconnue du jeu de Lookofsky est que les solos de bebop sur Stringsville ont été complètement écrits et arrangés plutôt qu'improvisés comme le font la plupart des musiciens de jazz. Musicien de studio accompli, Lookofsky a également beaucoup expérimenté l'enregistrement multipiste afin de produire un son unique avec plusieurs pistes de violon superposées destinées à imiter le son d'une section de cuivres dans un orchestre de big band.
Après son départ de Saint-Louis en 1938, Lookofsky rejoint le NBC Symphony Orchestra sous la direction d'Arturo Toscanini pendant un certain temps tout en continuant à jouer du jazz en parallèle. Il a poursuivi sa carrière en tant que violoniste symphonique classique et plus tard en tant que violon solo à ABC après la retraite de Toscanini en 1954.
Stringsville était la seule sortie majeure de Lookofsky. Outre son travail d'enregistrement classique et en studio, il était plus souvent un artiste contributeur et arrangeur sur les albums des autres. Au fil des ans, ses nombreux collaborateurs de jazz comprenaient Quincy Jones, Jaco Pastorius, Sarah Vaughan, George Benson et Freddie Hubbard.
Lookofsky a coproduit le hit pop, "Walk Away Renée", de The Left Banke, qui a été co-écrit par son fils, Michael Brown, membre fondateur du groupe. L'arrangement a été fortement influencé par la musique classique. Lookofsky a également joué des cordes sur des chansons enregistrées par Stories, le dernier groupe de son fils Michael.
Les archives de Lookofsky sont conservées au American Roots Program de la Berklee School of Music de Boston.

## Discographie sélective
- Stringsville (1958, Atlantic)
- Together!/Miracle in Strings (1994 reissue, Columbia). Together! est un album de Herb Ellis et Stuff Smith

## Albums sur lesquels il apparaît
- The Ballad Artistry of Milt Jackson (Atlantic, 1959) - Milt Jackson
- Blues Shout (1960, Atlantic - Leo Wright)
- The Song Is Paris (1962, Impulse! -Jackie Paris)
- The Body & the Soul (1963, Impulse! - Freddie Hubbard)
- The Individualism of Gil Evans (1964, Verve - Gil Evans)
- Who Can I Turn To (1964, Sony Music - Tony Bennett)
- Sarah Vaughn Sings the Mancini Songbook (1965, Verve - Sarah Vaughan)
- Child Is Father to the Man (1968, Columbia - Blood, Sweat & Tears)
- Stone Flower (1970, CTI - Antônio Carlos Jobim)
- Smackwater Jack (1971, A&M Records - Quincy Jones)
- Marlena (1972, Blue Note - Marlena Shaw)
- Sophisticated Lou (1973, Blue Note - Lou Donaldson)
- Polar AC (1974, CTI - Freddie Hubbard)
- Night Lights (Elliott Murphy album) (1975, RCA - Elliott Murphy)
- Windjammer (1977, Columbia - Freddie Hubbard)
- Sounds...and Stuff Like That!! (1978, A&M Records - Quincy Jones)
- In Your Eyes (1978, objets de collection - George Benson)
- "Collaboration" (1988 EmArcy, Helen Merrill / Gil Evans)
- Standards (1998, Rhino - Ray Charles)

## Sources
- « Time Magazine (16 May, 1955) - New Pop Records », Time Magazine,‎ 16 mai 1955 (lire en ligne [archive du 15 décembre 2008])